# Западная Вэй
Западная Вэй (Си Вэй) — монгольское (сяньбийское) государство, существовавшее в 535—556 годах на территории Северного Китая, в период Нань-бэй чао.
Империя Западная Вэй возникла в 534 году после распада империи Северная Вэй, когда император Сяо У-ди, спасаясь от диктатуры генерала Гао Хуаня (高歡), бежал из Лояна в Гуаньчжун. Однако и на западе вэйскому дому не удалось избавиться от опеки могущественных кланов. В 535 году правитель Гуаньчжуна Юйвэнь Тай убил императора Сяо У-ди и возвёл на трон в Чанъане другого принца из дома Юань (Тоба), Юань Баоцзюя, который стал императором Вэнь-ди (文帝).
Правление Западной Вэй (при фактическим владычестве клана Юйвэнь) продолжалось двадцать с небольшим лет. Имея в своем распоряжении меньшую территорию и население, Западная Вэй смогла успешно противостоять наступлению империи Восточная Вэй, и, благодаря более развитой экономике, сумела захватить западные районы империи Лян (территорию нынешнего Сычуаня). В 557 году племянник Юйвэнь Тая, Юйвэнь Ху, низложил императора Гун-ди и возвел на трон Юйвэнь Цзюэ (宇文覺), сына Юйвэнь Тая, провозгласив основание нового государства (Северная Чжоу).

## Императоры Западной Вэй
| Посмертное имя (諡號 shìhào) | Личное имя                      | Годы правления | Девиз правления (年號 niánhào) и годы |
| ---------------------------- | ------------------------------- | -------------- | ------------------------------------- |
| Вэнь-ди 文帝 Wéndì           | Юань Баоцзюй 元寶炬 Yuán Bǎojù) | 535—551        | - Датун (大統 dà tǒng) 535—551        |
| Фэй-ди 廢帝 Fèidì            | Юань Цинь 元欽 Yuán Qīn         | 552—554        | отсутствует                           |
| Гун-ди 恭帝 Gōngdì           | Тоба Ко 拓拔廓 Tuòbá Kuò        | 554—556        | отсутствует                           |

## Примечание
1. ↑  Rein Taagepera (September 1997). "Expansion and Contraction Patterns of Large Polities: Context for Russia". International Studies Quarterly 41 (3): 475–504.